# Architecture vernaculaire

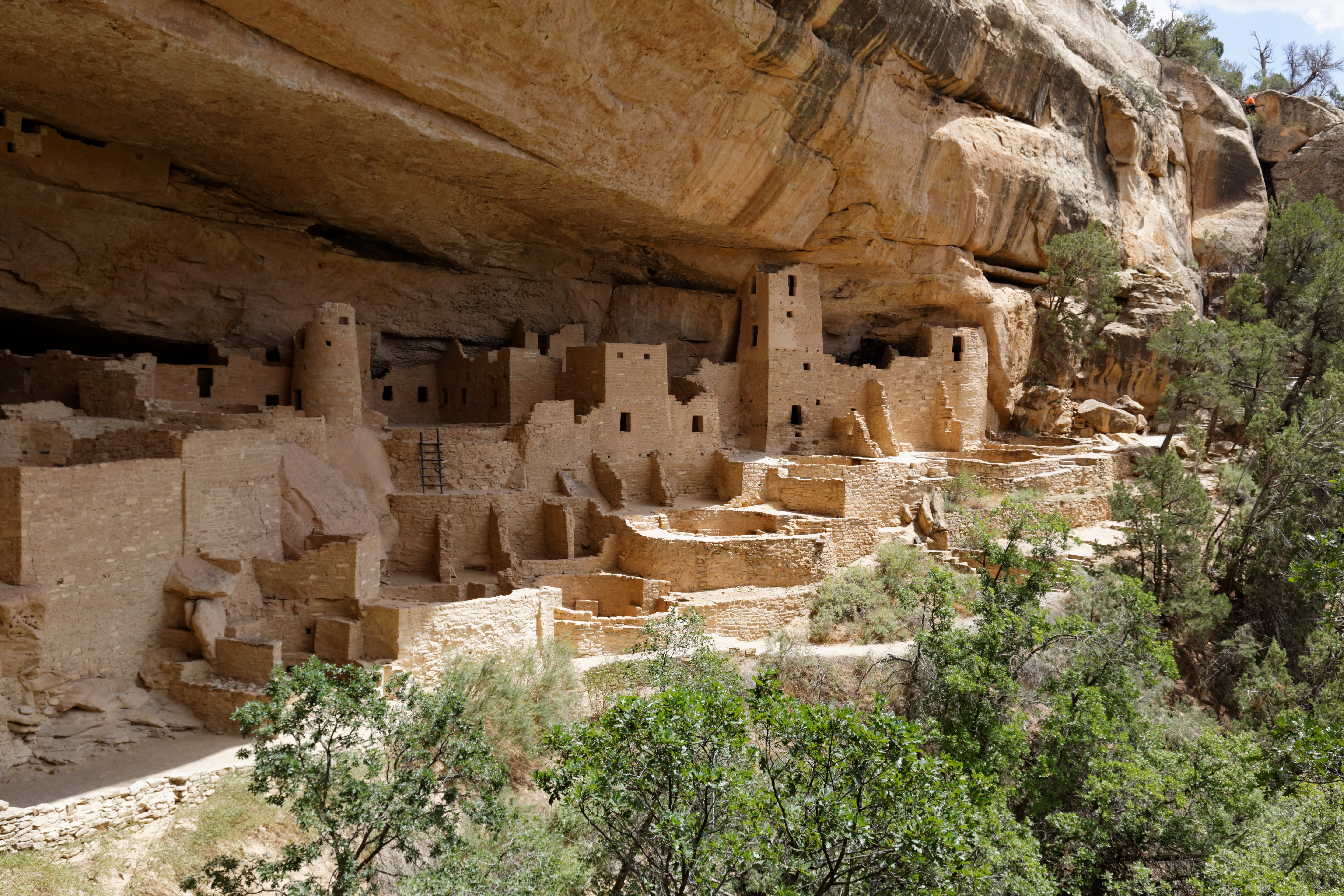
Cliff Palace à Mesa Verde

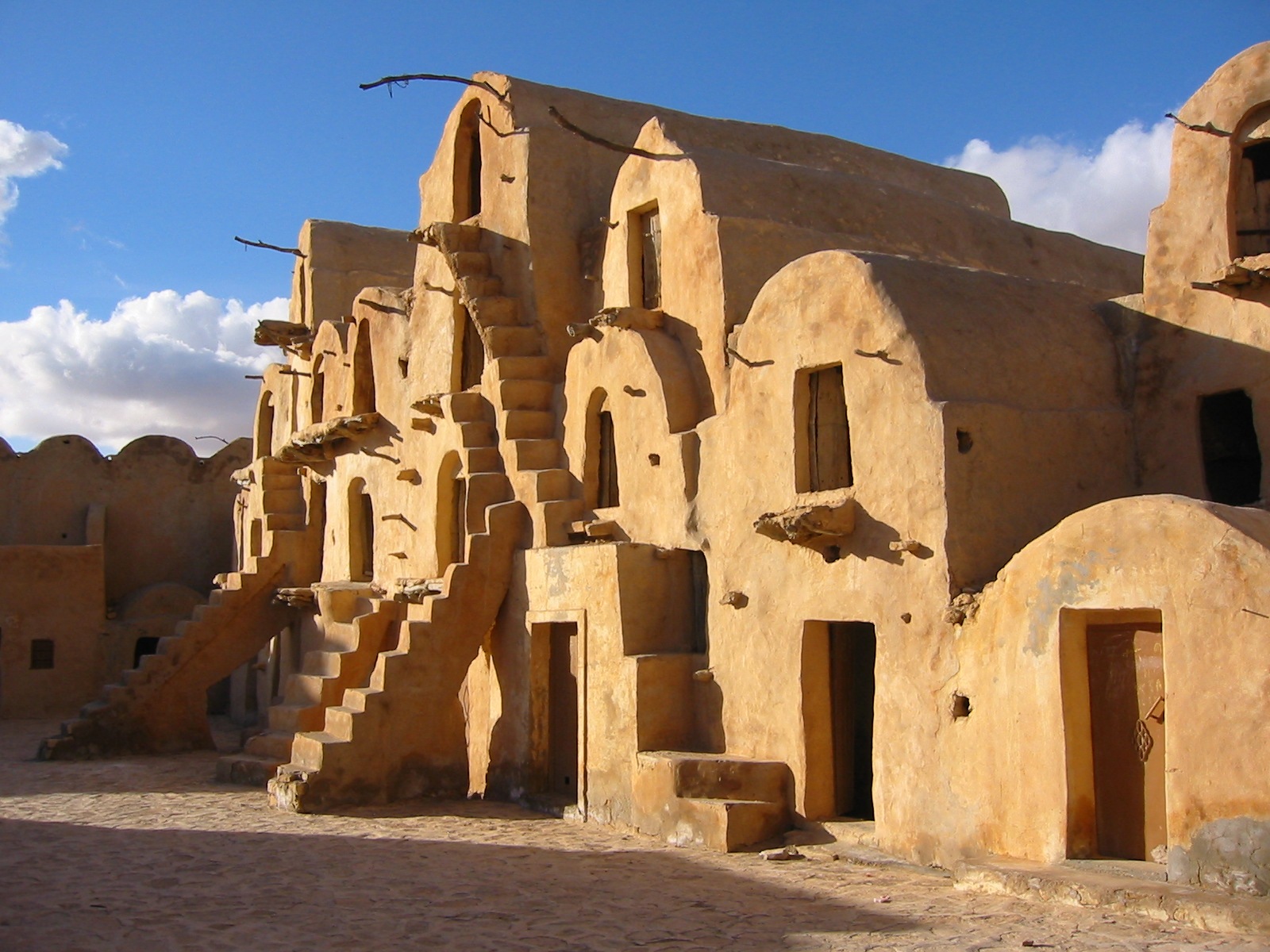
Ksar Ouled Soltane à Tataouine

L’architecture vernaculaire est un type d'architecture communément répandu dans un pays, un territoire ou une aire donnés à une époque donnée.

## Étymologie du mot « vernaculaire »
Le terme « vernaculaire » n'est pas attesté avant le XVIIIe siècle au sens de « tout ce qui est particulier à un pays ». Il s'agit d'un emprunt récent au latin vernaculus, « relatif aux esclaves nés dans la maison ».
En linguistique, le terme de langue vernaculaire renvoie à une langue usuellement parlée dans les limites d'une communauté. Plus précisément, il s'agit d'une langue utilisée en un temps, en un endroit ou par un groupe de personnes dans lequel l'observateur n'est pas inclus. Elle s'oppose à langue véhiculaire.
Dans la taxinomie des plantes, les noms vernaculaires sont les noms « vulgaires », c'est-à-dire communs, employés dans une langue, un dialecte ou un patois et qui s'opposent en cela aux noms latins employés dans la taxinomie scientifique.
« Architecture vernaculaire » est une expression datant du troisième tiers du XXe siècle, sous l'influence de l'anglais vernacular architecture.

## L'architecture vernaculaire selon Eric Mercer
Au début des années 1980, un essai de définition de l'architecture vernaculaire a été proposé en France par une revue savante éditée par le Centre d'études et de recherches sur l'architecture vernaculaire (CERAV). Inspirée des travaux de spécialistes britanniques, en particulier ceux d'Eric Mercer, elle définit un bâtiment vernaculaire comme appartenant à un ensemble de bâtiments surgis lors d'un même mouvement de construction ou de reconstruction. Ce mouvement affecte une ou plusieurs régions (voire des aires géographiques plus vastes) et s'inscrit dans une période variant d'une région à une autre selon des décalages de quelques décennies à un siècle et plus. Reflet de changements économiques, un type de bâtiment vernaculaire est caractéristique non seulement d'une époque donnée, mais aussi de la classe sociale qui l'a fait construire et l'a utilisé. Il ne peut se comprendre que dans la mesure où l'origine sociale du constructeur-utilisateur est cernée. Concernant de vastes aires géographiques, l'architecture vernaculaire est soumise à la diffusion de plans, de techniques de construction et de décors stylistiques transcendant le cadre de la région, voire les limites nationales.

## Encyclopédie de l'architecture vernaculaire du monde
Un état de la question de l'architecture vernaculaire dans le monde a été fait en 1997 par le professeur Paul Oliver, maître d'œuvre des trois volumes de l'Encyclopedia of Vernacular Architecture of the World, vaste somme publiée aux éditions Cambridge University Press. Le premier volume passe en revue les théories, les principes et les philosophies ayant cours dans l'étude de l'architecture vernaculaire, définie comme étant l'« architecture des gens », l'architecture sans architecte, faisant appel aux matériaux disponibles sur place et mettant en œuvre des techniques traditionnelles (par opposition à l'« architecture pour les gens », l'architecture d'architecte). Encore n'est-il pas question des architectures vernaculaires du passé, seules sont concernées celles encore observables à la fin du XXe siècle. Sont également abordés : l'influence des traits culturels, l'impact des milieux physiques, le rôle des matériaux et des techniques, les étapes de la construction, les détails d'aménagement, l'importance des éléments symboliques et décoratifs, les méthodes de classification typologique, la variété des usages et des fonctions. Les volumes 2 et 3 abordent les traditions constructives dans le cadre de grandes zones culturelles plutôt qu'au sein de contextes nationaux qu'elles transcendent bien souvent d'ailleurs.